# Бой под Пултуском (1939)
Бой под Пултуском (пол. Bitwa pod Pułtuskiem) — одно из сражений во время Сентябрьской кампании, произошедшее 6—7 сентября 1939 года. Четыре пехотных батальона оперативной группы «Вышкув» под командованием майора Казимира Мазура выдержали двухдневный бой против частей 61-й пехотной дивизии 3-й армии вермахта.

## Военная ситуация
В августе 1939 года у Пултуска было построено 5 железобетонных ДОТ-ов. В предполье города была построена полнопрофильная стрелковая траншея длиной 7 км (планировалось 10 км), перед ней были расставлены заграждения из колючей проволоки, установлены минные ловушки и противотанковые орудия. Задача гарнизона (4 пехотных батальона) заключалась в защите мостов на реке Нарев и сохранении плацдарма как возможного исходного пункта для польской контратаки.
4 сентября к городу подошли остатки 8-й пехотной дивизии, принесшие известие о поражении дивизии в ночном бою под Грудуском, днем позже прошла Мазовецкая кавалерийская бригада. Вместе с выгруженной из железнодорожных составов 1-й дивизией легионов они заняли восточный берег реки Нарев, южнее и севернее Пултуска.

## Ход боя
На рассвете 6 сентября по Цеханувской дороге к городу подошли немецкие моторизованные части 155-го пехотного полка 61-й пехотной дивизии. Севернее дороги атаковал 151-й  полк, а южнее — 176-й полк этой дивизии. Однако утренняя немецкая атака была остановлена огнём артиллерии.
Перед вечером немцы атаковали батальон национальной обороны. Подпустив их на близкое расстояние, ДОТ №3 открыл огонь и заставил их отойти. Севернее немцам удалось захватить кирпичный завод, расположенный на стыке участков батальона НО и батальона 115-го резервного полка, но в результате совместной контратаки обоих батальонов они были выбиты с завода. Последняя ночная атака была осуществлена в южном направлении – маршевый батальон 13-го пехотного полка выдержал ее с трудом.
Прибывший ночью в Пултуск бригадный генерал Винцентий Ковальский, командир оперативной группы «Вышкув» и 1-й пехотной дивизии, сообщил о падении Ружана бесполезности продолжения удержания плацдарма.
В 5:00 7 сентября немцы начали сильную артиллерийскую подготовку, за которой последовала атака пехоты. В 10:30 был дан приказ об отходе с плацдарма, но его защитники не смогли немедленно выполнить приказ, поскольку Нарев находился под сосредоточенным и точным немецким огнем. Только в 13:00 они прошли по мостам и оставили Пултуск без боя.